# Jorge de Santa Luzia
Jorge de Santa Luzia O.P. (? - 1579) foi um prelado português, o primeiro bispo de Malaca de 1558 a 1577.

## Biografia
Professou na ordem dos Pregadores em julho de 1528, no mesmo ano que os religiosos do Convento de Aveiro enterraram Frei Duarte Nunes, bispo de Laodiceia, que foi para a Índia, primeiro bispo que depois do descobrimento da Índia, passou o Cabo de Boa Esperança. Bom religioso, estudou filosofia e teologia, com fama de hábil, fama que conservou por todas as casas religiosas em que morou agradando aos prelados com humildade, e sujeição, e aos súbditos seus iguais com mansidão, e prudência.
Como era conhecido por estas qualidades acompanhou o bispo das ilhas dos Açores Dom Frei Jorge de Santiago, religioso da mesma Ordem, que lhe ofereceu o seu Bispado. Regressou a Lisboa em 1557, sendo-lhe proposto o bispado de Malaca do qual foi instituído no Domingo de Ramos de 1558, na Igreja de São Domingos de Lisboa.
Viajou junto com Dom Jorge Temudo, bispo de Cochim, na nau Algaravia, comandada por Francisco de Sousa, na Armada comandada por Pero Vaz de Siqueira. Chegou a Goa, onde a princípio teve cólera e foi tratado por Garcia da Orta. Como a Diocese de Goa estava em sede vacante, por ordem do Rei Dom João III, nela assistiu por quatorze meses até ser substituído por Dom Gaspar Jorge de Leão Pereira, primaz da Índia, embarcando de seguida para Malaca. Em Malaca permaneceu cerca de dez anos tendo fundado a Confraria da Senhora do Rosário com irmãos malaios, passando por Cochim e voltado a Goa onde ingressou no Convento. Em Goa, assistiu ao cerco da cidade por Hidalcão, onde incentivou espiritualmente na vitória do vice-rei D. Luís de Ataíde.
Faleceu em Goa em 18 de janeiro de 1579.
Ao Convento de Nossa Senhora da Misericórdia de Aveiro, como casa que respeitava e reconhecia por mãe legou grandes esmolas, entre estas 3000 cruzados empregues num precioso paramento, hoje no espólio da Catedral de Aveiro, que tomou por sede a igreja do extinto Convento. Auxiliou também com avultadas esmolas Frei Francisco Foreiro, fazendo-o fundador do Mosteiro dominicano de São Paulo de Almada.